# テキサス大学システム
テキサス大学システム（英語: The University of Texas System、略称UT）は8個の大学と5個の医療機関からなるアメリカ合衆国・テキサス州の機関である。本部はオースティンにあり（旗艦校はテキサス大学オースティン校, UT Austin）、2017年時点でおよそ23万5千人の学生が在籍し約2万人の教員が在籍する。2019年度には300億ドルの寄付金を得ており、これはアメリカ合衆国の公立大学システムで最大である。2017年のロイターによる革新的な大学ランキング（Reuters Top 100: The World's Most Innovative Universities）では世界10位の評価を得ている。

## 構成機関

### 学術機関
テキサス大学システムは8校の独立した四年制大学より構成される。それぞれの大学は独立しており、独自に学位を授与している。 
| 正式名称                                                                       | 公式の略称                 | 場所                                           | 設立年 | システムへの 加入年 | 学生数 (Fall 2017) |
| ------------------------------------------------------------------------------ | -------------------------- | ---------------------------------------------- | ------ | ------------------- | ------------------ |
| テキサス大学アーリントン校 （The University of Texas at Arlington）            | UTA UT Arlington           | アーリントン                                   | 1895   | 1965                | 41,712             |
| テキサス大学オースティン校 （The University of Texas at Austin）               | UT UT Austin               | オースティン                                   | 1883   | 1883                | 51,525             |
| テキサス大学ダラス校 （The University of Texas at Dallas）                     | UTD UT Dallas              | リチャードソン                                 | 1961   | 1969                | 27,642             |
| テキサス大学エルパソ校 （The University of Texas at El Paso）                  | UTEP UT El Paso            | エルパソ                                       | 1913   | 1967                | 25,020             |
| テキサス大学リオグランデバリー校 （The University of Texas Rio Grande Valley） | UTRGV UT Rio Grande Valley | ブラウンズビル、 エディンバーグ、 ハーリンジン | 2015   | 2015                | 27,809             |
| テキサス大学サンアントニオ校 （The University of Texas at San Antonio）        | UTSA UT San Antonio        | サンアントニオ                                 | 1969   | 1969                | 30,674             |
| テキサス大学タイラー校 （The University of Texas at Tyler）                    | UTT UT Tyler               | タイラー                                       | 1971   | 1979                | 9,934              |
| テキサス大学パーミアンベースン校 （The University of Texas Permian Basin）     | UTPB UT Permian Basin      | オデッサ                                       | 1969   | 1969                | 7,022              |

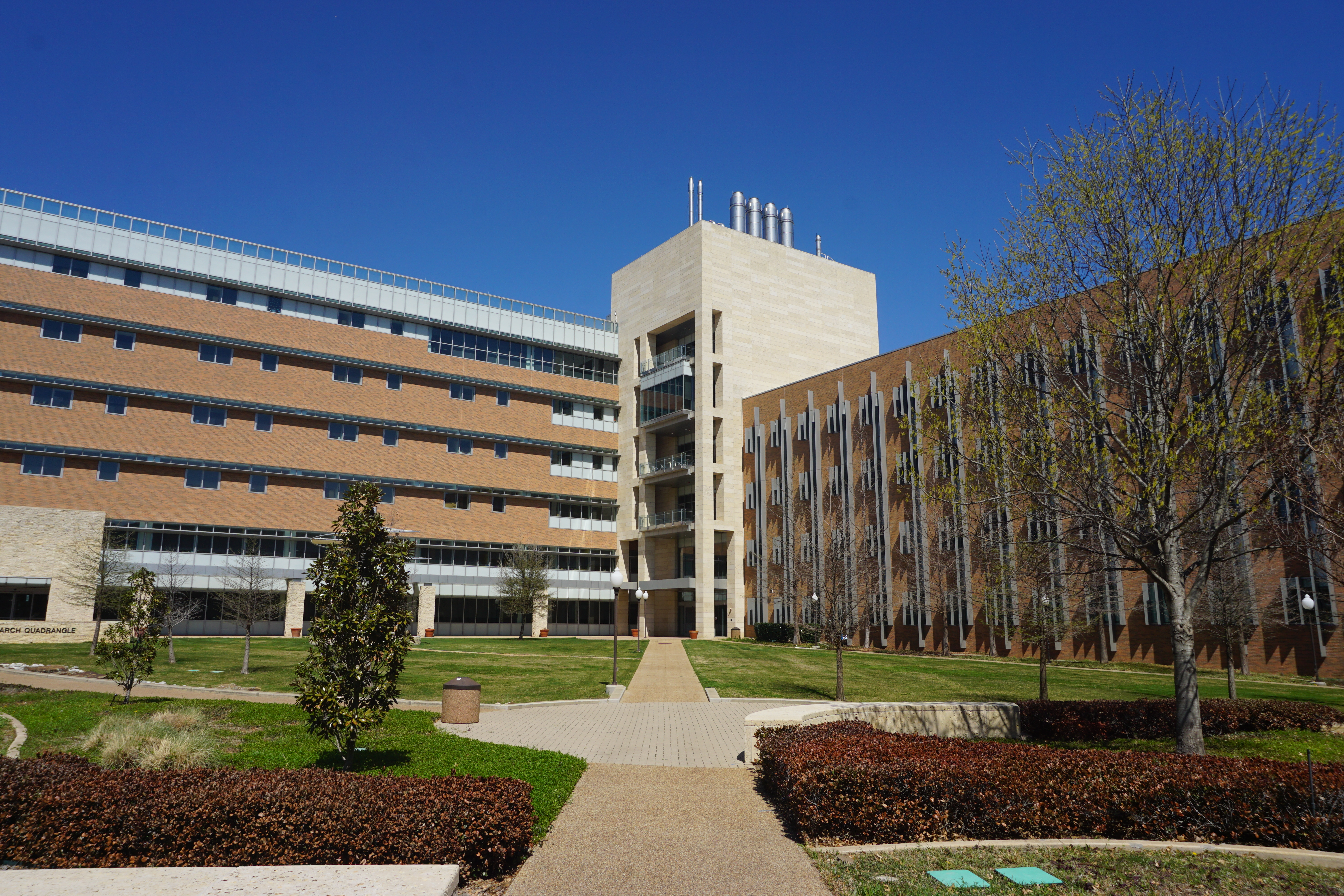
UT Arlington
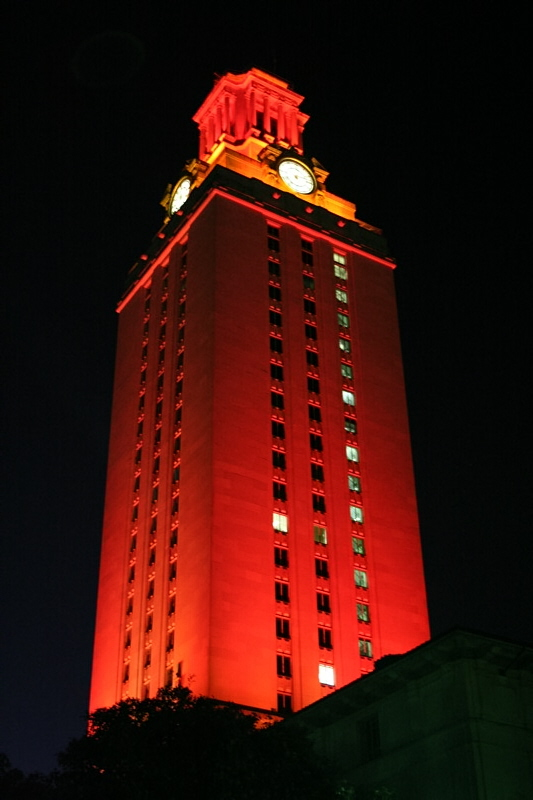
UT Austin
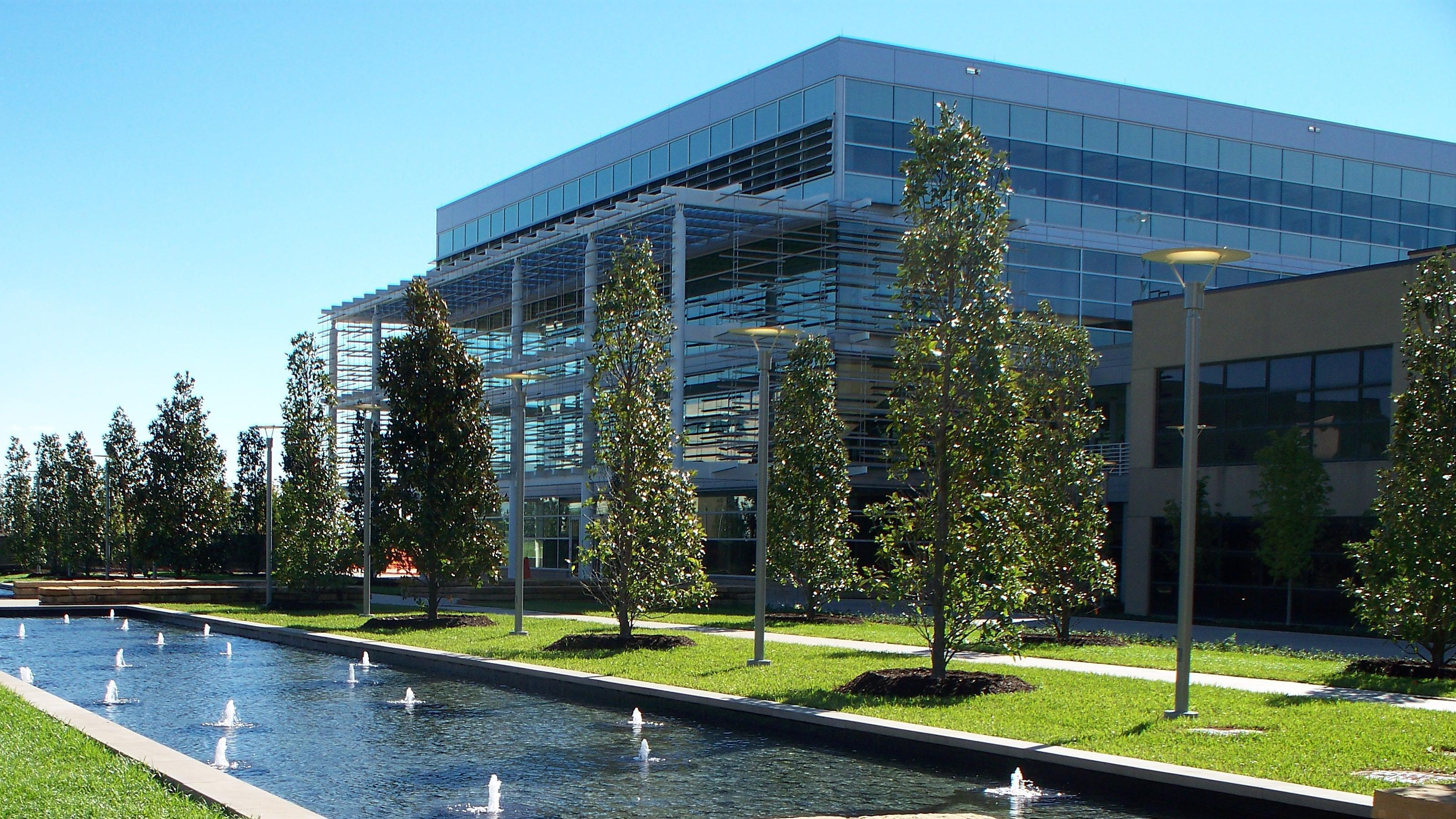
UT Dallas
UT El Paso
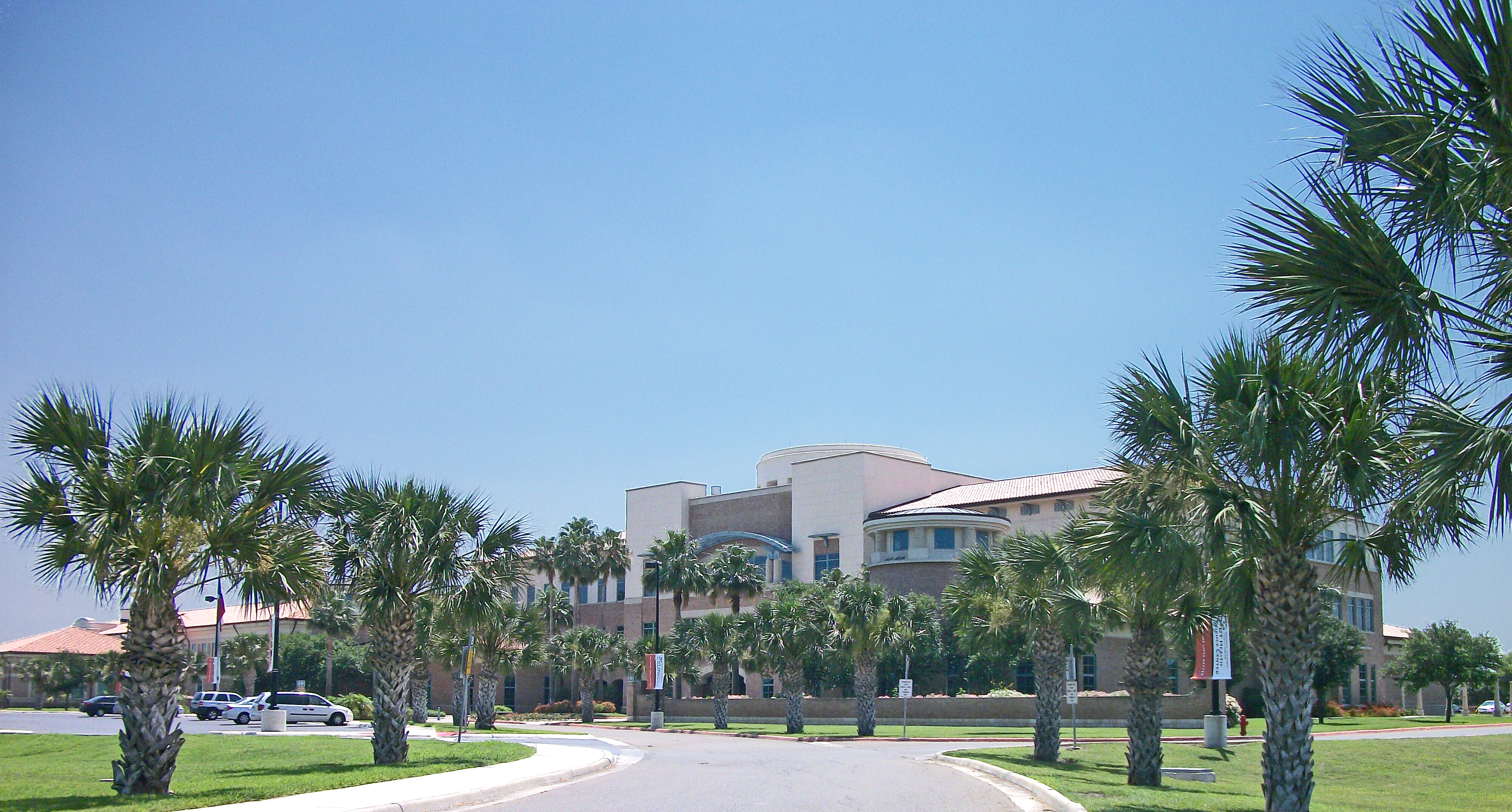
UT Rio Grande Valley
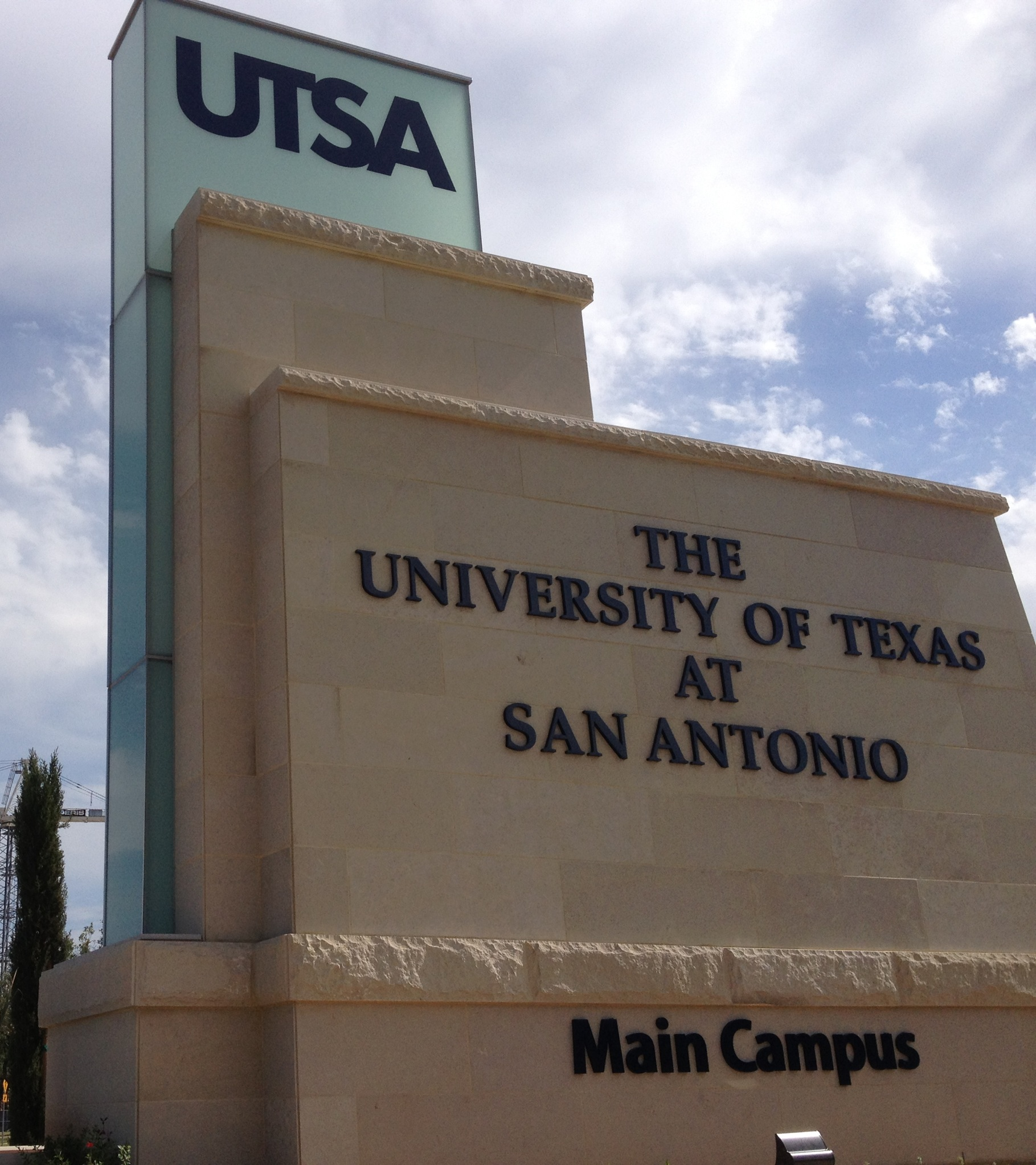
UT San Antonio
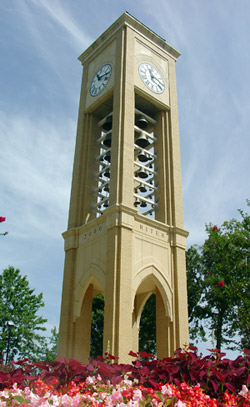
UT Tyler
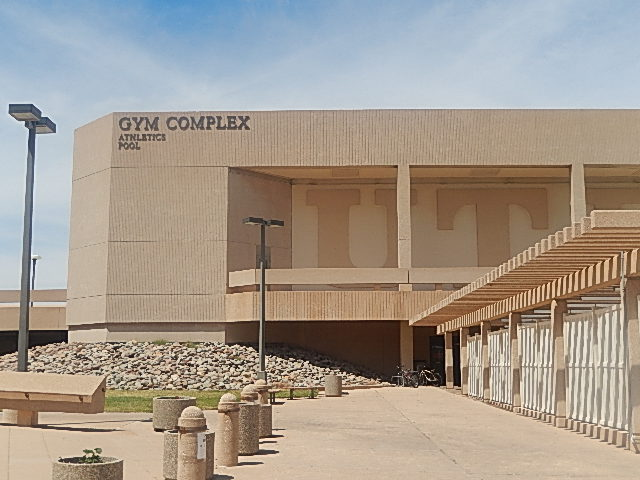
UT Permian Basin

#### ブラウンビル校とパンアメリカン校の統合
2013年6月14日にテキサス州知事がブラウンビル校とパンアメリカン校に変わるテキサス大学システムの新しい大学を設立する法律を承認した。新たな大学はブラウンズビル、エディンバーグ、ハーリンジン、マッカレンといったリオグランデバリーの複数の都市にまたがる大学となった。2013年12月12日にテキサス大学システムの理事会が新たな大学の名称をテキサス大学リオグランデバリー校とすることを決めた。新たな大学は2015年度から開校された。
| 正式名称                                                                | 公式の略称           | 場所           | 設立年 | システムへの加入年 | 統合年                                          |
| ----------------------------------------------------------------------- | -------------------- | -------------- | ------ | ------------------ | ----------------------------------------------- |
| テキサス大学ブラウンズビル校 （The University of Texas at Brownsville） | UTB UT Brownsville   | ブラウンズビル | 1973   | 1989               | 2015 （テキサス大学リオグランデバリー校に統合） |
| テキサス大学パンアメリカン校 （The University of Texas–Pan American）   | UTPA UT Pan American | エディンバーグ | 1927   | 1989               | 2015 （テキサス大学リオグランデバリー校に統合） |

#### タイラー校とタイラー健康科学センターの統合
2019年12月に、テキサス大学システムの理事会はテキサス大学タイラー健康科学センター（The University of Texas Health Science Center at Tyler）をテキサス大学タイラー校に統合することを全会一致で決めた。2ヶ月後にテキサス大学システムはタイラー校に新たなメディカル・スクールを設立することを正式に発表した。 これはテキサス東部地域で初めてのメディカル・スクールとなる。メディカル・スクールは2023年に開校する予定である。
2020年12月に南部大学学校協会（Southern Association of Colleges and Schools Commission on Colleges）はタイラー校とタイラー健康科学センターの統合を承認した。承認された計画では、タイラー健康科学センターは健康関連機関としての機能を持ち続けるが、タイラー校の管理下に置かれることとなった。2021年1月には統合されたタイラー校の校長がテキサス大学システムの理事会によって決定され、正式に統合された。
| 正式名称                                                                                        | 公式の略称             | 場所     | 設立年 | システムへの加入年 | 統合年                              |
| ----------------------------------------------------------------------------------------------- | ---------------------- | -------- | ------ | ------------------ | ----------------------------------- |
| テキサス大学タイラー校 （The University of Texas at Tyler）                                     | UTT UT Tyler           | タイラー | 1971   | 1979               | 2021 (テキサス大学タイラー校に統合) |
| テキサス大学タイラー健康科学センター （The University of Texas Health Science Center at Tyler） | UTHSCT UT Health Tyler | タイラー | 1943   | 1977               | 2021 (テキサス大学タイラー校に統合) |

### 医療機関
テキサス大学システムには5個の独立した医療機関が属している。
オースティン校とリオグランデバリー校にはこれらの機関とは独立したメディカルスクールがある。さらに2023年にはタイラー校にメディカルスクールが開校する予定である。

#### 独立した医療機関
| 正式名称 | 公式の略称                             | メディカルスクール             | 場所                                                                                                  | 設立年 |
| --- | -------------------------------------- | ------------------------------ | --- | ------ |
| テキサス大学サンアントニオ健康科学センター （The University of Texas Health Science Center at San Antonio） | UTHSA or UTHSCSA UT Health San Antonio | Long School of Medicine        | サンアントニオ（メイン） 、ラレド                                                                     | 1959   |
| テキサス大学ヒューストン健康科学センター （The University of Texas Health Science Center at Houston）       | UTH UTHealth or UT Houston             | McGovern Medical School        | ヒューストン                                                                                          | 1972   |
| テキサス大学MDアンダーソンがんセンター （The University of Texas MD Anderson Cancer Center）                | UTMDACC MD Anderson                    | （UTHと共同）                  | ヒューストン（メイン）、ケイティ、リーグシティ、 メモリアル・シティ、シュガーランド、ザ・ウッドランズ | 1941   |
| テキサス大学医学部ガルベストン校 （The University of Texas Medical Branch at Galveston）                    | UTMB UT Galveston                      | UTMB School of Medicine        | ガルベストン、リーグシティ、アングルトン                                                              | 1891   |
| テキサス大学サウスウェスタンメディカルセンター （The University of Texas Southwestern Medical Center）      | UTSW UT Southwestern                   | UT Southwestern Medical School | ダラス（メイン）、フォートワース、フリスコ、アービング、リチャードソン                                | 1943   |

#### 大学のメディカルスクール
| メディカルスクール                             | 大学                             | 場所                                                   | 設立年 |
| ---------------------------------------------- | -------------------------------- | ------------------------------------------------------ | ------ |
| Dell Medical School                            | テキサス大学オースティン校       | オースティン                                           | 2013   |
| UTRGV School of Medicine                       | テキサス大学リオグランデバリー校 | ハーリンジン（メイン）、ブラウンズビル、エディンバーグ | 2013   |
| UT Tyler School of Medicine (2023年に開校予定) | テキサス大学タイラー校           | タイラー                                               | 2023   |

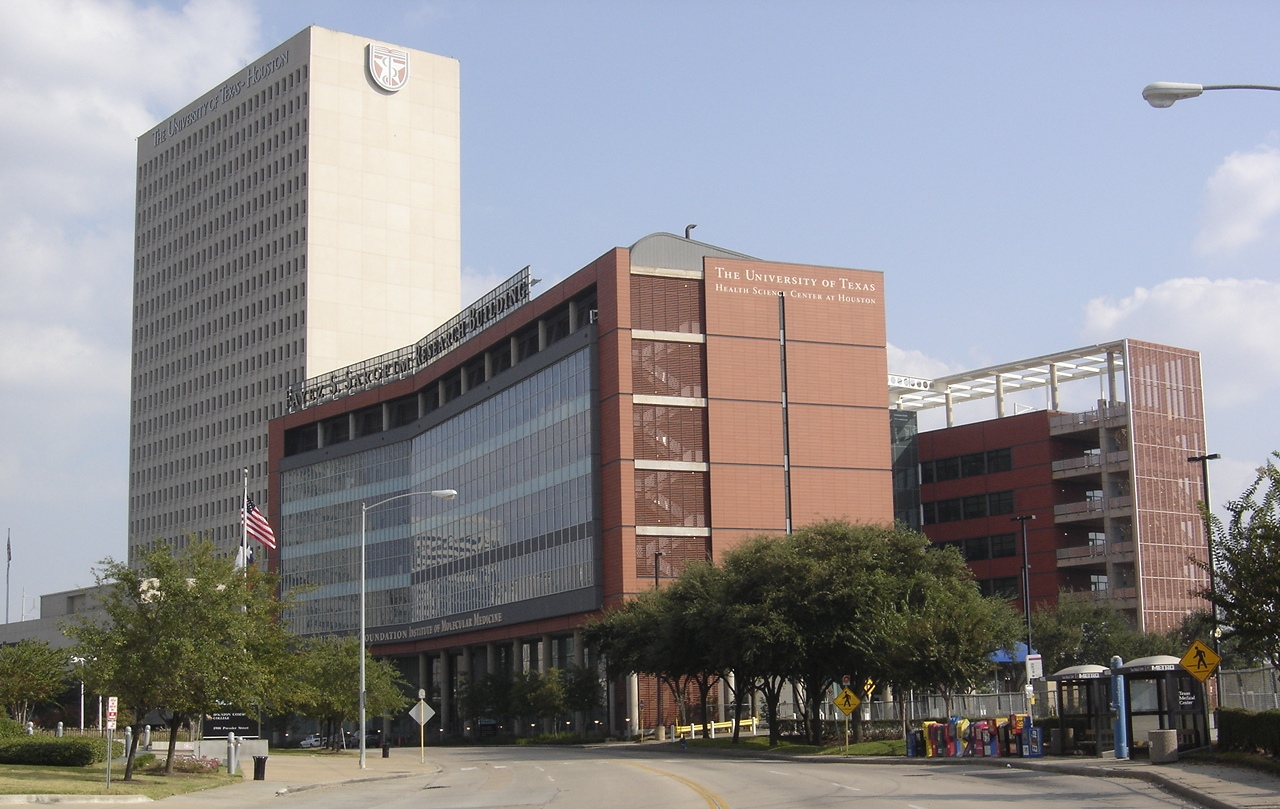
UT Health Science Center - Houston
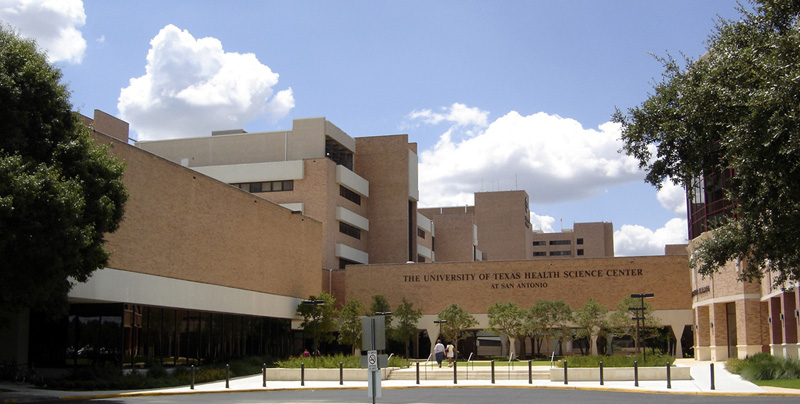
UT Health Science Center - San Antonio
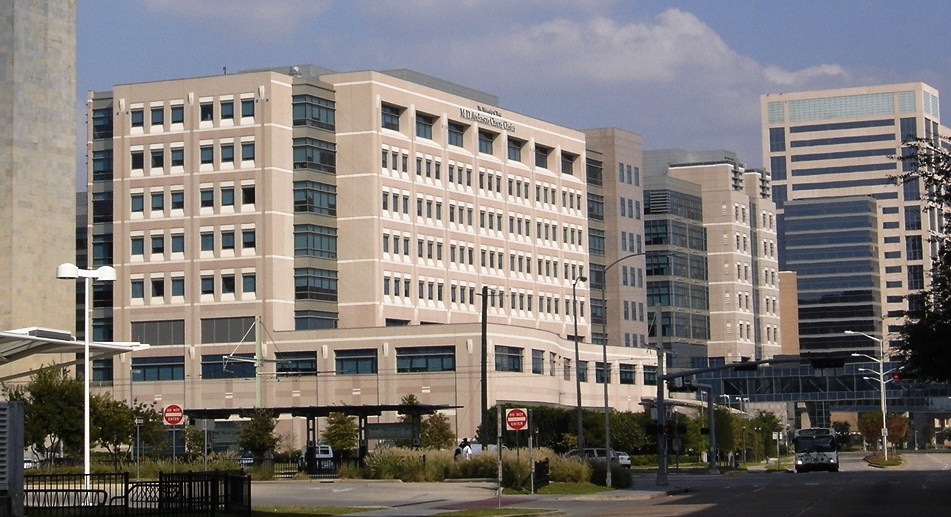
UT MD Anderson Cancer Center (Houston, TX)
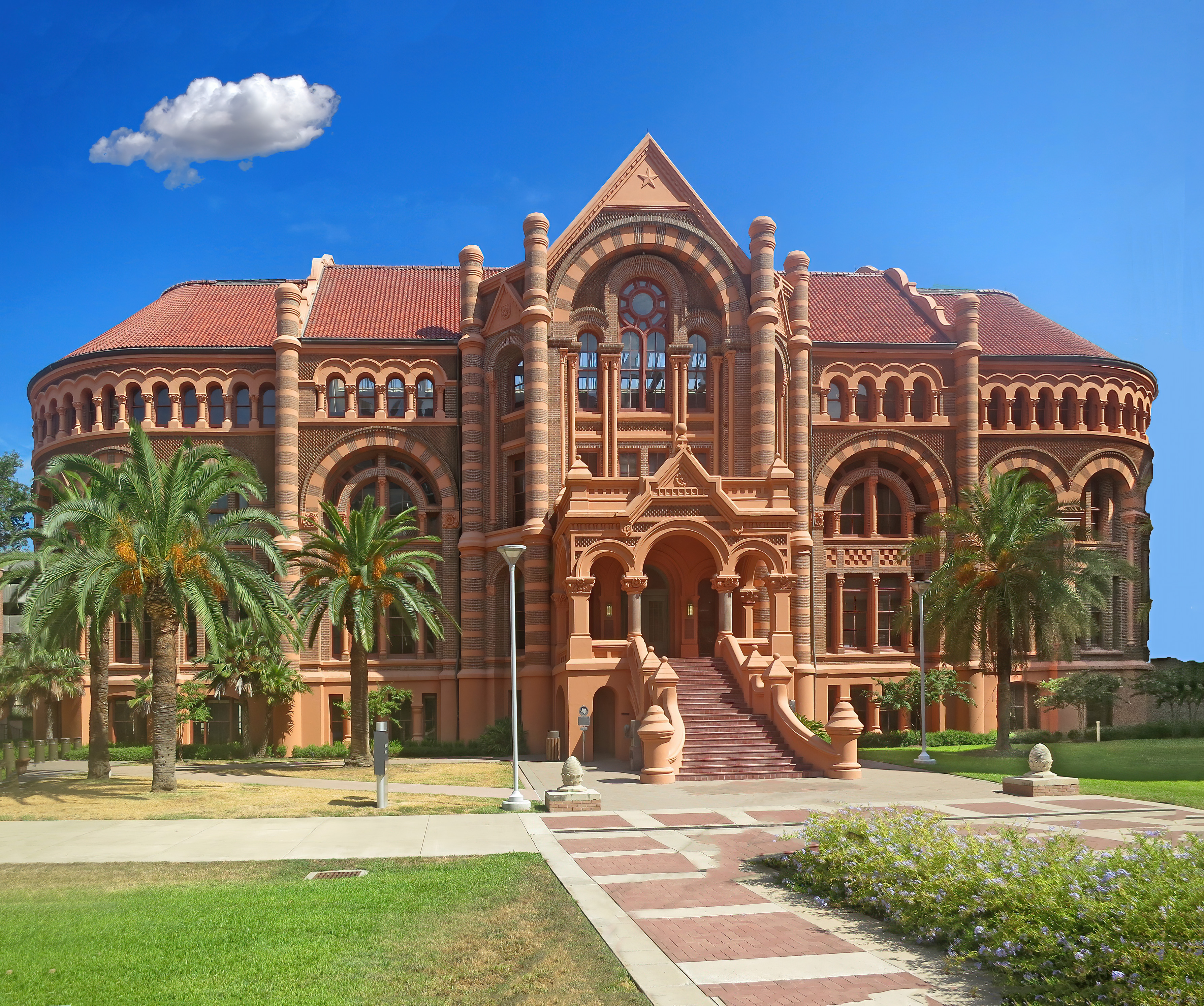
UT Medical Branch at Galveston
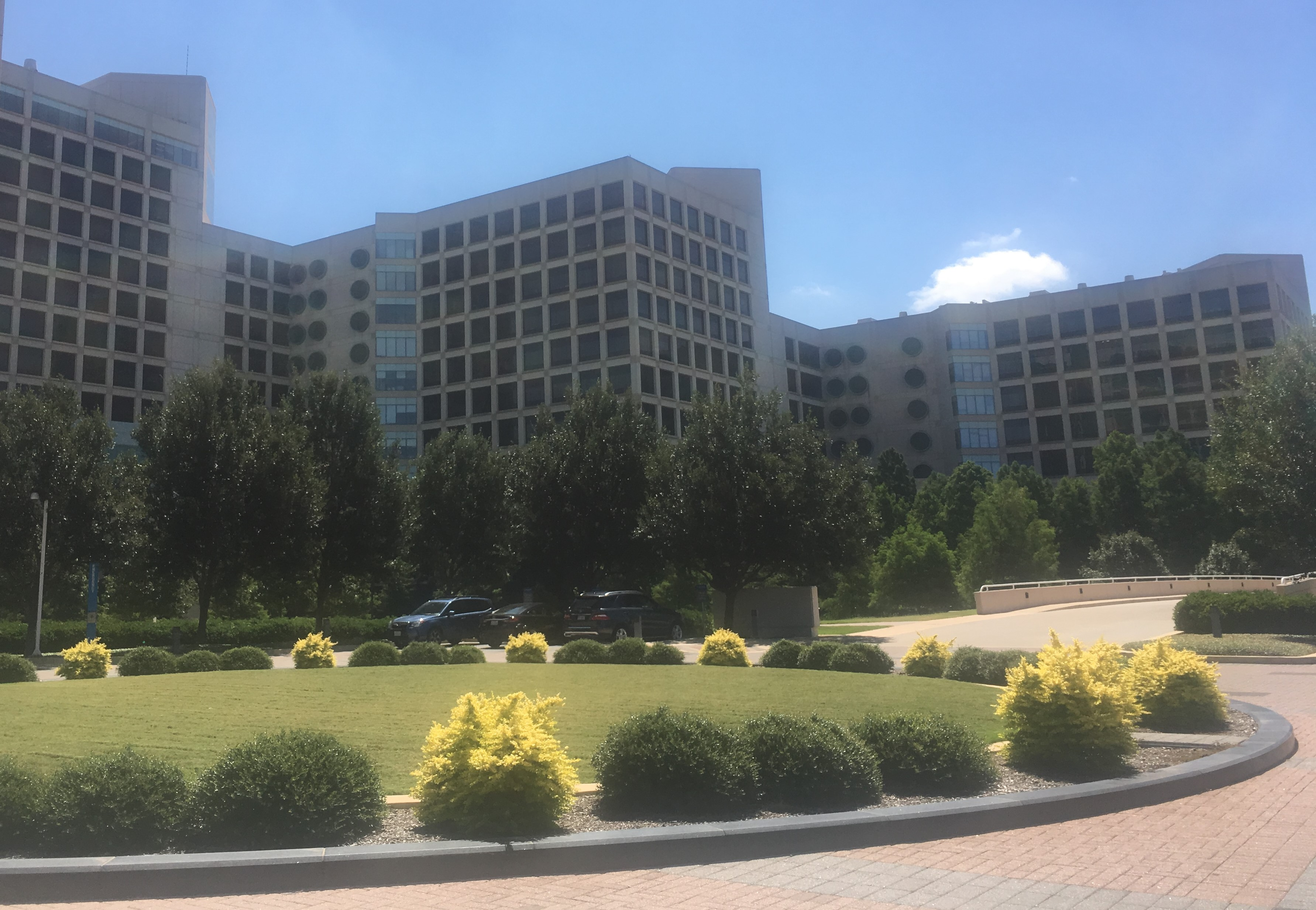
UT Southwestern Medical Center (Dallas, TX)

### 統合計画

#### ダラス・フォートワース
2001年にテキサス州議会でダラス・フォートワース地域のダラス校、アーリントン校、サウスウェスタンメディカルセンターを統合してテキサス大学ダラス校とする案が提案された。統合によって大学の地位を向上させることが目的とされたが、アーリントン校からの反対などもあり成立しなかった。

#### サンアントニオ
2010年にテキサス大学システムによりサンアントニオ校とサンアントニオ健康科学センターの統合についての検討が行われた。最終的には合併による文化の異なる機関を統合するコストや管理上の課題から見送られた。その後も2016年に地元紙が統合を推進する記事を上げるなど議論がある。

## 学生の人種構成
|                                                         | 学生  | テキサス州 | アメリカ合衆国 |
| ------------------------------------------------------- | ----- | ---------- | -------------- |
| アジア系                                                | 11.1% | 5.0%       | 5.8%           |
| 黒人                                                    | 7.3%  | 12.7%      | 13.4%          |
| ヒスパニック （テハーノやヒスパニック系白人などを含む） | 40.1% | 39.4%      | 18.1%          |
| 非ヒスパニック系白人                                    | 29.3% | 42.0%      | 60.7%          |
| 留学生                                                  | 8.6%  | N/A        | N/A            |
| その他もしくは不明                                      | 3.6%  | N/A        | N/A            |

## 管理事務所
管理事務所はダウンタウン・オースティンに置かれている。2012年11月にはダウンタウン・オースティン内での移転がテキサス大学システム理事会により承認され、2017年には新たなビルが完成した。新たなビルは19階建て330,000-平方フート (31,000 m2)で、そのうち８階分は駐車場、6階分が管理事務所、残りの4階分は小売店やレストラン、貸しオフィスとして利用される。2018年にはこのビルがアメリカ陸軍の近代化業務を行うコマンドであるアメリカ陸軍将来コマンドの本部として使用されることが発表された。
移転前の管理事務所はダウンタウン・オースティンのオー・ヘンリーホールに置かれていた。2014年時点では550人の従業員が複数の建物で働いていた。 2013年には移転前の管理事務所として使われていた建物の中でColorado BuildingとLavaca Buildingを取り壊して新たなビルを立てることが決まった。2015年にはテキサス州立大学システム（Texas State University System）にオー・ヘンリーホールが売却され、テキサス大学システムは移転先が完成する2017年まで借りていた。

## Coordinated Admissions Program
Coordinated Admissions Program（CAP）は旗艦校であるテキサス大学オースティン校への入学希望者に対して、1年生をテキサス大学システムの他の大学で履修し、GPAなどの要件を満たした場合にはオースティン校に編入できるシステムである。CAPを受け入れる各大学も希望者に対して異なる基準を設けている。
ダラス校はCAPプログラムに参加しておらず、CAPを最も多く受け入れていたサンアントニオ校は2012年に10年以内にCAPプログラムから脱退することを発表した。